# ChinesePod
ChinesePod（チャイニーズポッド）は中国の共通語である普通話の教材番組であり、ポッドキャストで毎日配信されている。2005年に、Ken Carroll,Horkoff,Steve Williamsの3名によりサービス開始された。普通話の会話表現がメインである。

## 概要
ChinesePodは、毎日無料でポッドキャスト番組を配信している。有料の会員登録者に対しては、番組のダイアログや応用練習問題のテキストを提供する。番組は中国の上海で制作されており、上海人のJenny Zhu、アイルランド人のKen Carroll、アメリカ人のJohn Pasdenが出演する。
難易度は、入門（Newbie）からマスコミ（Media）までの段階別に分けられており、1回あたりの時間は平均して10分～20分程度である。リスナーは、番組のウェブサイトを通じて、番組出演者に質問したり、リスナー同士交流したりできる。リスナーの要望を受けて番組内容が変更されることがある。
2006年3月8日ラジオ局NPRは、ChinesePodは毎日1万人以上が聴いており中国関係で人気第3位のポッドキャスト番組であると報じている。また、タイム誌の2006年度のポッドキャストランキングでも第10位となった。